# Улица краљице Наталије (Београд)
| Улица краљице Наталије | Улица краљице Наталије     |
| ---------------------- | -------------------------- |
|                        |                            |
| Општина                | Стари град                 |
| Почетак                | Зелени венац               |
| Крај                   | Кнеза Милоша               |
| Дужина                 | 800 m                      |
| Названа                | краљица Наталија Обреновић |
| Стари називи           | улица Народног фронта      |
|                        |                            |
|                        |                            |
| улица краљице Наталије |                            |

Улица краљице Наталије је улица која се налази у Београду, у општини Стари град.

## Траса
Улица краљице Наталије почиње код Зеленог Венца, сече Балканску улицу, и у дужини од око 800 м пружа се скоро праволинијски до улице кнеза Милоша. Постоје још две улице краљице Наталије, у Калуђерици и Гроцкој.

## Назив улице
Улица је добила име по Наталији Обреновић (Фиренца, 1859 — Париз, 1941) која је била кнегиња (1875—1882) и краљица Србије (1882 — 1888), супруга краља Милана Обреновића. За краља Милана се удала 1875. године и са њим је имала сина Александра и Сергеја, који је умро пет дана по рођењу. Умрла је 8. маја 1941. године у манастиру Сен Дени код Париза. Сахрањена на гробљу Ларди недалеко од Париза. Упркос несугласицама и свађама са краљем, народ је заволео и прихватио Наталију као своју краљицу. Звали су је “српском мајком“. Бринула је о рањеницима за време рата са Бугарском 1885. године, помагала је народу и искористила је свој утицај да поправи мишљење о Србима и Србији које је владало у Европи.

## Значајни објекти
У улици се налазе: 
- Електротехничка школа Никола Тесла (бр. 31)
- Гинеколошко акушерска клиника "Народни Фронт" (бр. 62)
- Институт друштвених наука (бр. 45)
- Институт за филозофију и друштвену теорију (бр. 45)
- Коперникус Хотел Праг (бр. 27)
- Математичка гимназија (бр. 37)
- Руски дом (бр. 33)
- Универзитет у Београду - Учитељски факултет (бр. 43)

као и неколико агенција, адвокатских канцеларија, угоститељских и услужних објеката, продавница, ординација.
Руски дом (Руски центар за науку и културу) се бави промоцијом руског језика и културе. Свечано отварање одржано је 9. априла 1933. године. У оквиру активности одржавају се изложбе, концерти, позоришне представе, презентације, уметнички сусрети, пројекције играних филмова, округли столови, конференције, курсеви руског језика и сл.
Електротехничка школа „Никола Тесла“ је средња школа, основана 1947. године, намењена образовању електротехничких кадрова. Због своје архитектонске културне и историјске вредности, зграда Електротехничке школе "Никола Тесла" проглашена је 1964. год. за споменик културе заштићен законом, а 1992 год. и за културно добро.
Гинеколошко-акушерска клиника „Народни фронт“ је куративно-превентивна установа која пружа здравствену заштиту у оквиру своје специјалности. Клиника је почела је са радом 1. марта 1955. године. Клиника пружа превентивне дијагностичке и терапијске здравствене услуге из области здравствене заштите, одговарајућих ужих специјалности из гинекологије и акушерства, педијатрије, трансфузије, медицинске биохемије и интерне медицине.
Скупштина града Београда је 23. маја 1966. године објавила у Службеном листу града Београда Одлуку о оснивању Математичке гимназије. У школској 1966/67. години гимназија је била подстанар на другом спрату зграде у Улици Народног Фронта 37, Задужбини Ристе и Персе Миленковић, а наредне школске године Основна школа "Змај Јован Јовановић" се иселила и Математичкој гимназији је припала читава зграда.
Камен темељац нове зграде Женске учитељске школе, у којој је данас смештен Учитељски факултет, положен је 1933. године. Скупштина Републике Србије, 1. јула 1993. године, усваја Закон о учитељским факултетима у Републици Србији, те на тај начин Учитељски факултет у Београду исте године, 30. септембра, почиње са својим радом.

## Градски превоз
Улицом краљице Наталије пролазе возила јавног превоза на линијама 52 (Зелени венац — Церак Виногради), 53 (Зелени венац — Видиковац), 56 (Зелени венац — Петлово брдо) и 56Л (Зелени венац — Чукаричка падина).